# Olof Holm
Olof Holm, född 1676 i Stockholm, död 25 september 1738, var en svensk ämbetsman.

## Biografi
Olof Holm föddes 1676 i Stockholm. Han var son till stadsarkitekten Johan Olofsson Holm. Holm studerade vid Uppsala universitet och han blev 1701 stadskassör i Kalmar. Han blev 1715 kontributionsräntmästare i Kalmar och var från 1717 till 1722 kronofgode i Tjusts härad. Holm blev 1719 rådman i Västerviks stad och 1725 politieborgmästare i staden. Han var riksdagsman för borgarståndet vid riksdagen 1726–1727. Holm avled 1738.

### Familj
Holm gifte sig första gången 1701 med Maria Elisabet Boman och andra gången med Katarina Johansdotter.